# Ángel Núñez Fernández
Ángel Núñez Fernández (Santiago di Cuba, 15 marzo 1973) è un ex cestista cubano.

## Carriera
Con Cuba ha disputato tre edizioni dei Campionati americani (1993, 1997, 1999).